# Hapona marplesi
Hapona marplesi là một loài nhện trong họ Toxopidae. Loài này thuộc chi Hapona. Hapona marplesi được miêu tả năm 1964 bởi Raymond Robert Forster.